# Alakanuk
Alakanuk est une localité d'Alaska aux États-Unis dans la Région de recensement de Kusilvak. En 2010, il y avait 677 habitants.

## Situation - climat
Elle est située sur l'Alakanuk Pass, le bras le plus important du Yukon, à 24 km de la mer de Béring. Il fait partie du Refuge faunique national du delta du Yukon, à 13 km au sud-ouest d'Emmonak, et à 261 km à vol d'oiseau de Bethel. C'est un village qui s'étale sur 5 km.
La moyenne des températures est de 26 °C en juillet et de −32 °C en janvier.

## Histoire
Alakanuk est un mot yupik signifiant, la mauvaise route à cause du labyrinthe formé par les différents cours d'eau locaux. Le village a été référencé pour la première fois en 1899, il était habité par un Yupik nommé Anguksuar et sa famille. Une mission catholique et une école ont été fondées à proximité. La poste a ouvert en 1946.

## Économie
Le village vit de la pêche, du commerce du poisson et d'activités saisonnières.

## Démographie
| 1940 | 1950 | 1960 | 1970 | 1980 | 1990 |
| ---- | ---- | ---- | ---- | ---- | ---- |
| 61   | 140  | 278  | 414  | 522  | 544  |

| 2000 | 2010 | - | - | - | - |
| ---- | ---- | - | - | - | - |
| 652  | 677  | - | - | - | - |

## Sources et références
- (en) CIS

- (en) Cet article est partiellement ou en totalité issu de l’article de Wikipédia en anglais intitulé « Alakanuk, Alaska » (voir la liste des auteurs).

1. ↑  « Statistiques des États-Unis - Alaska - Profils des communautés de 2010 » (consulté en novembre 2020)